# Émile Taudière
Émile Taudière est un industriel et un homme politique français né le 14 juillet 1890 à L'Absie (Deux-Sèvres) et mort le 9 décembre 1967 à Verrières (Vienne).

## Biographie

### Milieu social et formation
Émile Taudière est le petit-fils et le fils de députés, de la droite catholique, Jacques Taudière et Henry Taudière, et le gendre d'un député, Émile Marot. Formé à l'Institut catholique de Paris - où son père Henry a enseigné le droit -, et à la Conférence Olivaint, il est licencié en droit. Il est élu membre du conseil d'administration de l'association des anciens élèves de l'Institut en 1931.

### L'ancien combattant
Il prépare le concours de l'Inspection des finances lorsqu'il est mobilisé en 1914 comme lieutenant de réserve. Titulaire de la croix de guerre et de la Légion d'honneur, il est après la guerre très actif au sein du mouvement des anciens combattants, à l'Union nationale des combattants (président du groupe départemental des Deux-Sèvres en 1922 et 1923, puis secrétaire général de 1924 à mars 1928, membre du bureau national à partir de 1929) et à la Fédération interalliée des anciens combattants (FIDAC) où il préside la commission des statuts et finances,,,.

### L'homme politique
En 1919, il est élu conseiller général des Deux-Sèvres, puis, en 1928, député. Réélu en 1932 et 1936, il siège au groupe des Indépendants puis des Républicains indépendants et d'action sociale. Son activité à la Chambre des députés concerne essentiellement les questions économiques et commerciales ; il défend une politique protectionniste. Il est proche des Jeunesses patriotes. 
Le 10 juillet 1940, il vote en faveur de la remise des pleins pouvoirs au Maréchal Pétain. Il est désigné, en 1943, membre du Conseil départemental (qui remplace le conseil général) des Deux-Sèvres. Il ne retrouve pas de mandat parlementaire après la Seconde Guerre mondiale.

### L'industriel
Par son mariage avec Germaine Marot, fille d'Émile Marot, il entre dans l'entreprise de son beau-père, les Éts Marot de Niort, qui fabriquent des trieurs de grains, le seconde jusqu'en 1950, puis prend sa suite, jusqu'à son décès, ce qui lui vaut d'être promu officier de la Légion d'honneur en 1951. Il préside la Chambre syndicale des constructeurs français de machines agricoles, de 1936 à 1940, la vieille et protectionniste Association de l'industrie et de l'agriculture françaises, de 1934 à 1945 (il est élu à ce poste en octobre 1934 comme rapporteur de la commission des douanes à la Chambre des députés, patron et propriétaire de domaines agricoles dans les Deux-Sèvres), et est désigné vice-président en 1936 de la Confédération générale du patronat français, et réélu en 1938. 
Durant l'Occupation, il préside le Comité d'organisation du machinisme agricole, de janvier 1941 à juillet 1943, et le Comité d'organisation des industries de la mécanique, d'avril 1941 à 1942, en remplacement de Pierre Pucheu, appelé au gouvernement du maréchal Pétain,,. Il est aussi désigné membre du Conseil national (gouvernement de Vichy), en tant que patron, en 1941, et membre en 1942 du Comité consultatif du commerce extérieur,,. 
Il préside après la guerre le syndicat général des tracteurs et machines agricoles. Après s'être présenté sans succès en 1931 et 1938, il accède en 1959 à l'Académie d'agriculture.

### Le défenseur de la «banane française»
Il est le rapporteur, au nom de la commission des douanes de la Chambre, d'un projet de loi qui entend instituer « une taxe spéciale applicable à toute importation de bananes en France et dont le montant sera intégralement affecté à la sauvegarde des plantations bananières ». La loi, votée en décembre 1931, établit une taxe spéciale et des contingentements. Taudière est à partir de 1932 le représentant élu de la Guinée, l'un des deux gros producteurs de bananes avec la Martinique, au Conseil supérieur de la France d'outre-mer,- et il est le  président-fondateur du Comité interprofessionnel bananier, de 1932 à 1940, qui vise avec succès à « protéger et vendre la banane française »,,,,,,. Il est aussi désigné en 1932 vice-président du Comité central des oléagineux et corps gras des colonies françaises, fondé à l'initiative de l'Institut colonial,, membre en 1935 du comité d'action colonisatrice et de paysannat indigène, institué par le ministre des colonies Louis Rollin,, et vice-président de l'Association Colonies-Sciences. 

## Distinctions
- Officier de la Légion d'honneur (1951)
- Croix de guerre 1914–1918

## Sources
- « Émile Taudière », dans le Dictionnaire des parlementaires français (1889-1940), sous la direction de Jean Jolly, PUF, 1960 [détail de l’édition]
- Émile Taudière sur assemblee-nationale.fr
- Dossier de Légion d'honneur d'Émile Taudière sur la base Léonore
- Académie d'agriculture, nécrologie, 1968